# 克罗德热奥朗
克罗德热奥朗（法語：Cros-de-Géorand）是法国阿尔代什省的一个市镇，属于拉尔让蒂埃区（Largentière）蒙特珀扎苏博宗县（Montpezat-sous-Bauzon）。该市镇2009年时的人口为159人。

## 人口
克罗德热奥朗人口变化图示
| 数据来源：INSEE |